# Apple Disk Image
Apple Disk Images (ook wel DMG) zijn images die veelvoudig gebruikt worden in Apples besturingssysteem macOS. Zodra deze image wordt geopend komt er een nieuw schijfvolume zichtbaar in de Finder. Apple disk images worden normaal gesproken opgeslagen met .dmg als extensie.

## Bestandsstructuur
De bestandsstructuur binnen een Apple disk image wordt gestructureerd als Universal Disk Image Format (UDIF). Hierbinnen zijn verschillende bestandssystemen mogelijk, en zelfs hybride combinaties. Enkele bestandssystemen die worden ondersteund zijn HFS, HFS+, FAT, ISO9660 en UDF.
Apple disk images ondersteunen ook wachtwoordbeveiliging en datacompressie. Hierdoor worden Apple disk images vaak gebruikt voor het verspreiden van software.

## Creëren
Om een DMG te creëren kan men gebruik maken van ingebouwde software in OS X en macOS, zoals Schijfkopie (Disk Copy) in Mac OS X 10.2 en eerder, en Schijfhulpprogramma (Disk Utility) in Mac OS X 10.3 en later. Een DMG kan ook worden gemaakt met de command-line-interface hdiutil.
Schrijfwijze:  hdiutil create -volname <volumenaam> -srcfolder <padnaarmap> <uitvoerbestand>
7z · ACE · ADPCM · ARJ · Bzip2 · CAB · Deflate · DMG · DPCM · gzip · JAR · PCM · RAR · tar · ZIP